# قرية المنصورة (جبلة)

تعديل مصدري - تعديل

قرية المنصورة هي إحدى قرى عزلة جبلة بمديرية جبلة التابعة لمحافظة إب، بلغ تعداد سكانها 281 نسمة حسب تعداد اليمن لعام 2004.